# Kristiansand Domkirke
58°8′46″N 7°59′41″Ø / 58.14611°N 7.99472°Ø
Kristiansand Domkirke er hovedkirke for Agder og Telemark Stift og menighedskirke for Domkirkens menighed i Kristiansand. Den nuværende kirke er den tredje domkirke i byen, og den fjerde kirke på Torvet i Kristiansand.

## Opførelsen
Kirken er bygget efter tegning af arkitekt Henrik Thrap-Meyer, og er en af landets største. Kirken har en forenklet gotisk spidsbuestil, og betegnes som nygotik. Bygningen er 70 meter lang og 39 meter bred, og tårnet er 70 meter højt. Oprindelig havde domkirken 2.029 siddepladser og 1.216 ståpladser. I dag er den godkendt til 1.500 mennesker.
For at kunne udnytte de gamle mure fra kirken, som brændte i 1880, blev alteret lavet mod vest, mens kirker normalt plejer at have alteret i øst.
Bygningsarbejderne blev færdige 1. februar 1885, og havde da kostet totalt 240.000 kroner. Blandt andet brugtes der 700.000 mursten á 2 øre. Kirken blev indviet 18. marts 1885 af stiftsprovst Johan M. Brun, som var fungerende biskop.

## De tidligere kirker
Kristiansand fik sin første kirke i 1645, som blev kaldt "Trefoldighedskirken". Den blev indviet 21. juni 1646. Det var en lille kirke bygget i træ. Kristiansand blev stiftstad og bispesæde i 1682. Byen måtte da også have en standsmæssig kirke, og stiftets første katedral fik navnet "Vor Frelsers Kirke". Den var bygget i sten, og blev indviet af biskop Hans Munch i 1696, men nedbrændte allerede i 1734.
Byens tredje kirke og anden domkirke blev indviet i 1738 af biskop Jacob Kærup. Denne kirke gik med i bybranden 18. oktober 1880. Dagens kirke blev så rejst på samme sted hvor alle de tre tidligere kirker havde stået.